# 維爾德巴赫河
50°47′14.60″N 7°59′55.92″E / 50.7873889°N 7.9988667°E

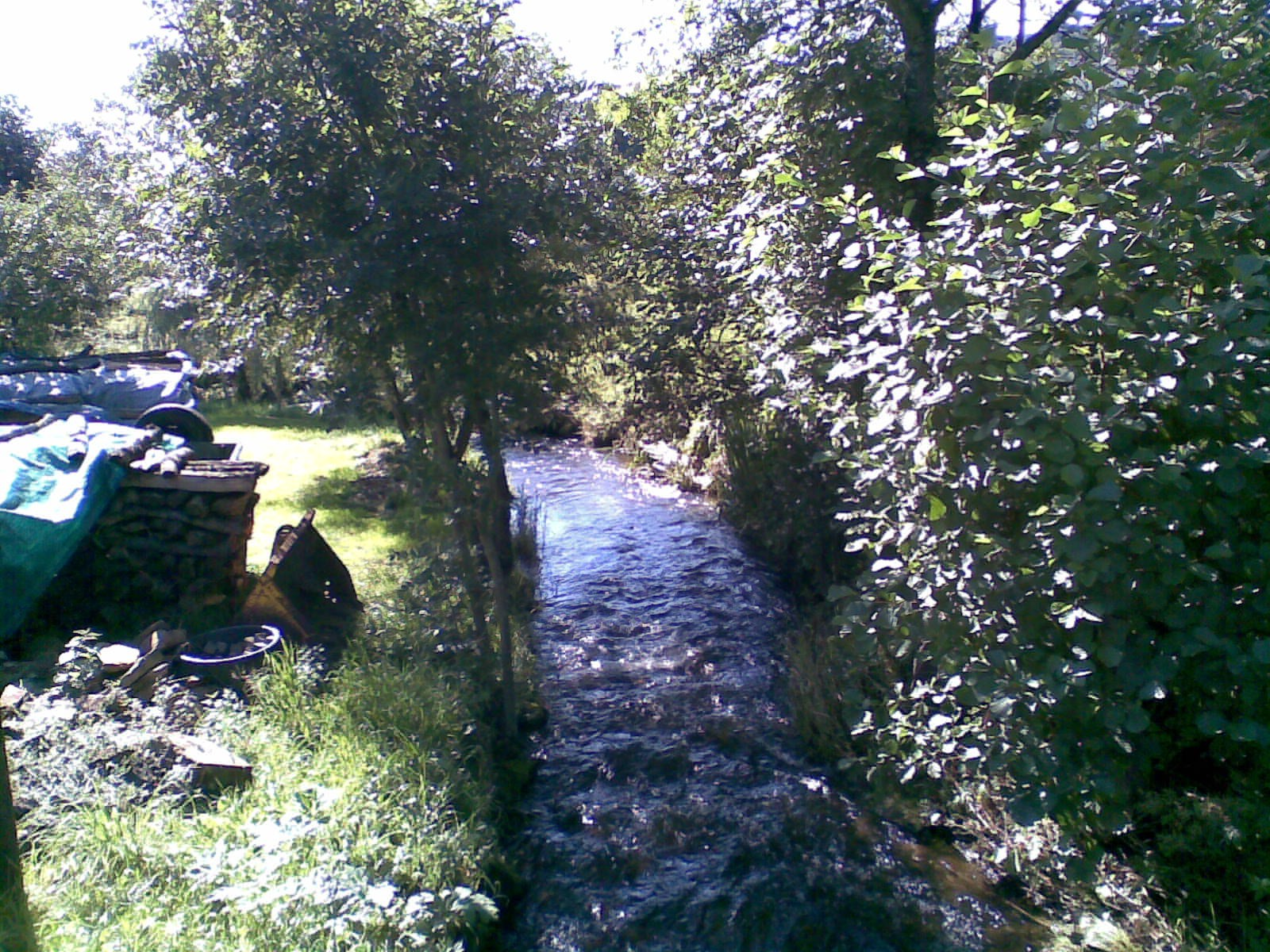

維爾德巴赫河（德語：Wildebach），是德國的河流，位於該國西部，處於北萊茵-威斯特法倫州，屬於黑勒河的支流，河道全長11.7公里，流域面積28.9平方公里。